# 監獄
監獄也叫做牢狱，是拘禁囚犯的場所的总称。大部分人会将其理解成「把被判有罪的罪犯监禁起来的场所」,被判惩役和禁锢刑的人会以受刑人身份监禁于狱中，和外界一般社会以隔离状态生活。直到受刑人刑期结束或满足假释条件。而禁锢刑和惩役刑这类剥夺人在社会资源生活权力的刑法则称为自由刑。:30-31囚犯在國家權力下被限制和剝奪各種自由，作為對各種罪行的懲罰。監獄最常用於刑事司法系統，被指控犯罪的人可能會被監禁於此直到審判，對在審判中認罪或者被認定有罪的，可以判處徒刑關押於監獄。簡而言之，監獄也可以被描述為人們被合法關押的建築物，作為對他們所犯罪行的懲罰。

## 历史

### 古代
古代就有类似牢狱的设施，其中有包括用远离人群居住的地区的洞窟，来作为自然的地下牢房。:30-31监狱本身除了收容犯人，也会幽禁妨碍当权者的人。最早的牢狱，利用自然地形为拘禁场所。其中包括被险恶悬崖包围的谷底、深到不容易被知道里面深处的洞窟、幽暗深逐的森林深处……等，以前牢狱可能是模仿宗教里的地狱。:32-33
中國歷史上最早的监狱是夏朝的“夏台”，桀曾將汤囚禁于此。明代司獄只設在府級以上，至於州、縣等行政單位，不設專職管理監獄的職官，由各地知縣、佐貳官等兼管獄政官員。明代中葉以來，獄政開始腐敗，直至明亡。清人方苞《狱中杂记》記載在牢狱的所见所闻，囚犯的死亡情況非常严重，方苞亦提及狱中有殺人犯郭四，身背四条命案，因為有向上頭打點，很快遭到赦免。
一些古希臘哲學家，例如柏拉圖，開始發展出用懲罰來改造罪犯的想法，而不是僅僅為了懲罰而使用它。古雅典最初對無力支付罰款的人使用監禁作為懲罰。最終，由於貧困的雅典人無法支付罰款，導致無限期的監禁，因此設定了時間限制。古雅典的監獄被稱為“desmoterion”，意為“鎖鏈之地”。在歐洲中世紀，城堡、堡壘和公共建築的地下室經常被用作臨時監獄。擁有監禁公民的權利和能力賦予了各級政府官員一種權威的氣氛，從國王到地區法院再到市議會，監禁或處決某人的能力是在社會上對他人擁有權力或權威的標誌。
随时代发展，也出来了把原本自然环境改造而成的监狱。如意大利的西西里岛的城市叙拉古，有西元前5-4世纪时，狄澳尼修斯用石灰岩洞窟改建成的监狱遗迹。其入口洞窟在陡峭的悬崖上，入口高23公尺，深62公尺。其洞窟结构只要在洞穴深处的天花板密道上，就能透过回声听到囚犯的对话，此洞窟因此别名「狄澳尼修斯之耳」。其他古代监狱还有如商纣王用来囚禁周文王的「羑里城」,和「王舍城」等。:32-33

### 近現代

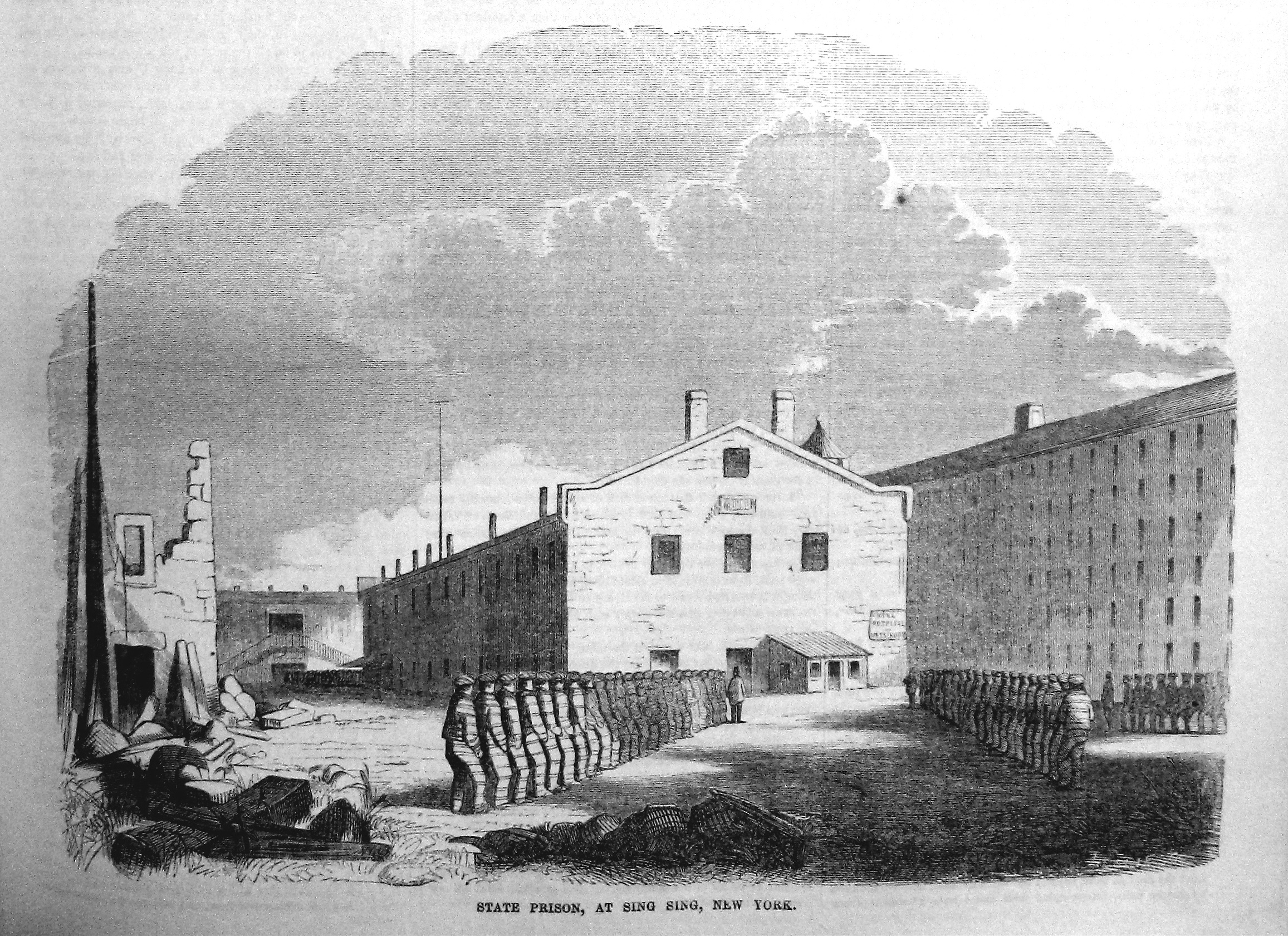
1855年奧本系統下的紐約州立監獄

在16世纪,于荷兰和英国的惩治场，属于和过去牢狱结合，算性质和现代刑务所设施较为接近。由于在英国中世纪末期,因为其社会情势增加了不少流民和不工作平民。为了改变情况，就安排了惩治场，让有体力做事但没工作的流民要求他们工作，让不工作的没饭可以吃。最早的惩治场在伦敦的布莱特威尔城，在1555年国王将城堡让给伦敦作为惩治场。这之后约40年后的16世纪末，荷兰的阿姆斯特丹也有了惩治场。将好吃懒做的贫民拘禁让其劳动的手段，是近代自由刑的原型。:36-37
約翰·霍華德是最著名的早期監獄改革者之一。在以貝德福德郡高級警長的身份訪問了英國和歐洲的數百所監獄之後，他於1777年出版了《監獄狀況》。他特別震驚地發現那些已被無罪釋放但仍被關押的囚犯，因為他們無法支付關押在監獄内的費用。他提議對製度進行廣泛的改革，包括將每個囚犯關在一個單獨的牢房裡，並要求工作人員應該是專業的、由政府雇用的，應該對監獄進行外部檢查，以及為犯人提供健康的飲食和合理的生活條件。
賓夕法尼亞州於1790年將其位於費城核桃街的舊監獄改造成州立監獄。這座監獄以後來被稱為“賓夕法尼亞系統”（或“分離系統”）的方式為藍本，所有囚犯都被關進單獨的牢房，除了宗教書籍之外什麼都沒有，並迫使他們完全保持沉默以反思自己的錯誤。紐約州很快在格林威治村建立了紐蓋特州立監獄，該監獄以賓夕法尼亞系統為藍本。1820年代，紐約州開發了“奧本系統”，其中囚犯被限制在單獨的牢房中，禁止在吃飯和一起工作時說話，幾乎所有的州都採用了該計劃。

## 設計

### 安全設施
監獄通常被柵欄、牆壁、土方工程、地理特徵或其他障礙物包圍以防止逃跑。多重障礙、六角形鐵絲網、通電圍欄、安全和可防禦的大門、武裝警衛塔、安全照明、運動傳感器、狗和巡迴巡邏隊都可能存在，具體取決於安全級別。遙控門、閉路電視監控、警報器、籠子、約束裝置、非致命和致命武器、防暴裝備以及囚犯的物理隔離也可能出現在監獄內，以監測和控制囚犯在設施內的移動和活動。現代監獄設計越來越多地尋求限制和控制囚犯在整個設施中的移動，並允許較少的監獄工作人員直接監控囚犯，通常使用分散的佈局。

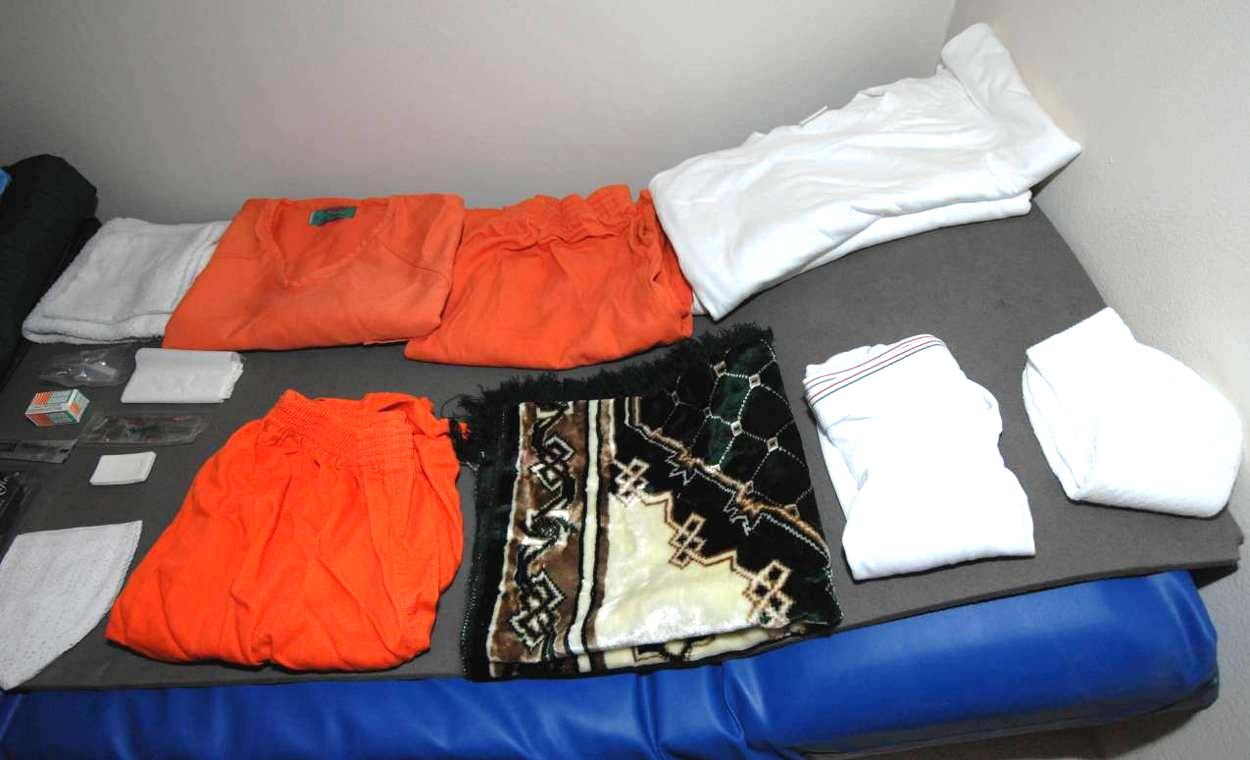
囚犯的個人物品

牢房可能被設計用於高安全等級的“間接監督”，其中隔離和密封控制室的官員監視被限制在其牢房內的少數囚犯。另一種選擇是“直接監督”，其中官員在監區內工作並直接與囚犯互動和監督他們，他們可能會在牢房之間的中央“休息室”度過一天。進出牢房和進出運動場、工作任務或醫療預約可以在指定時間限制在單個牢房內，並且通常是集中控制的。商品和服務，例如膳食、洗衣、小賣部、教育材料、宗教服務和醫療保健也可以越來越多地被帶入到單獨的牢房中。一些現代監獄可能會將某些囚犯排除在普通人群之外，通常是出於安全原因，例如單獨監禁的囚犯、名人、政治人物和前執法人員、被判犯有性犯罪或針對兒童的罪行的囚犯。

### 安全分類

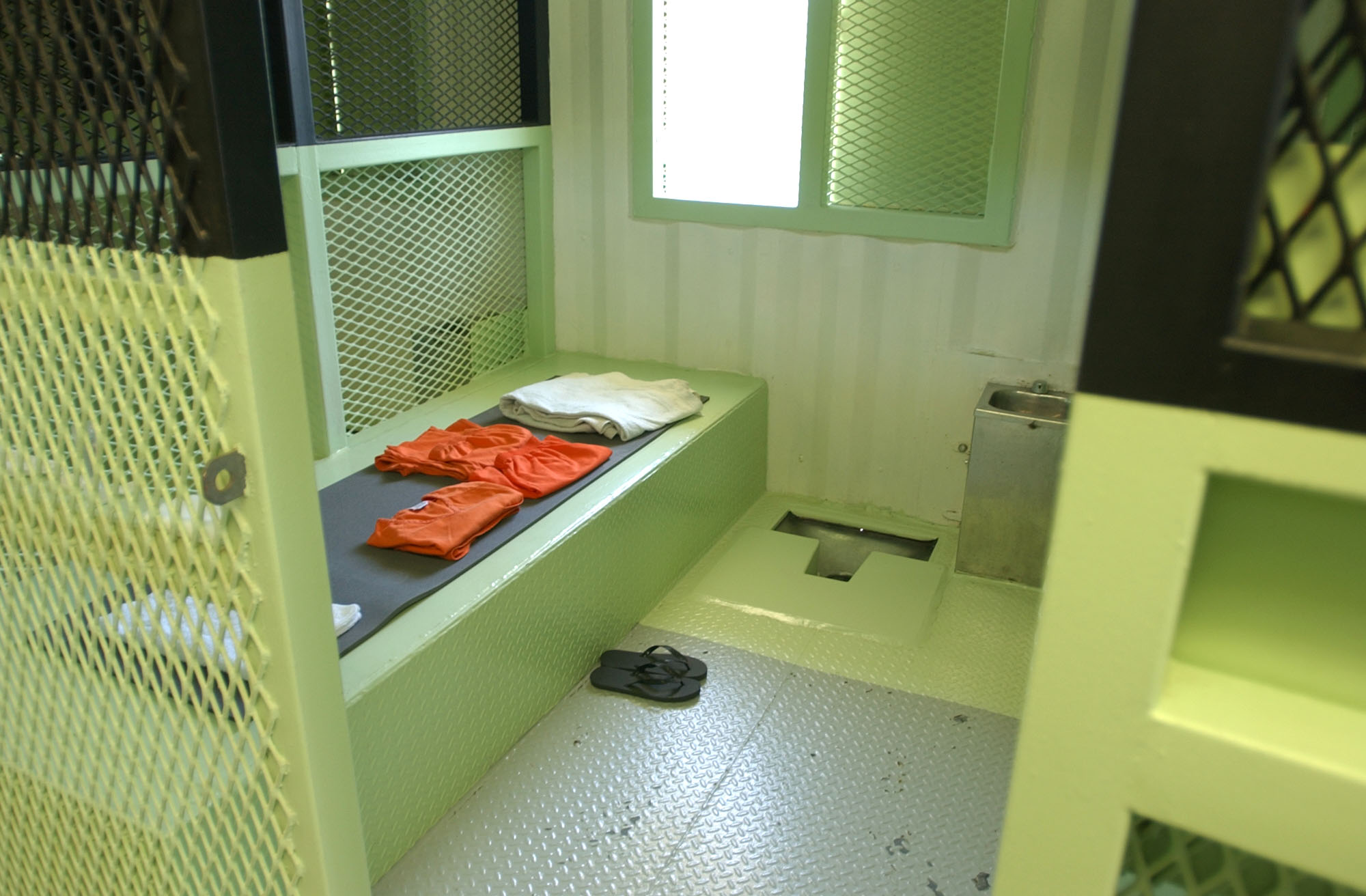
一間牢房的內景

一般來說，當囚犯到達監獄時，他們會通過安全分類篩选和風險評估，以確定他們將被安置在監獄系統中的哪個位置。分類是通過評估囚犯的個人歷史和犯罪記錄，並通過監獄管理人員做出的主觀決定來分配的。這個過程將對囚犯的經歷產生重大影響，確定他們的安全水平、教育和工作計劃、心理健康狀況以及許多其他因素。這種囚犯分類是監獄管理部門保持對囚犯人口控制的基本技術之一。

### 廚房和餐廳
監獄通常要為大量囚犯提供食物，因此監獄通常配備有大型廚房機構。然而，監獄就餐環境有許多獨特的安全考慮。例如，餐具必須始終受到非常仔細的監控和清點，監獄廚房的佈局必須設計成允許監獄工作人員觀察廚房工作人員（通常是囚犯）的活動。廚房設備的品質因監獄而異，取決於監獄的建造時間以及可用於採購新設備的預算。囚犯通常在大型自助餐廳用餐，那裡有一排排的桌子和長凳牢固地固定在地板上。

### 衛生保健

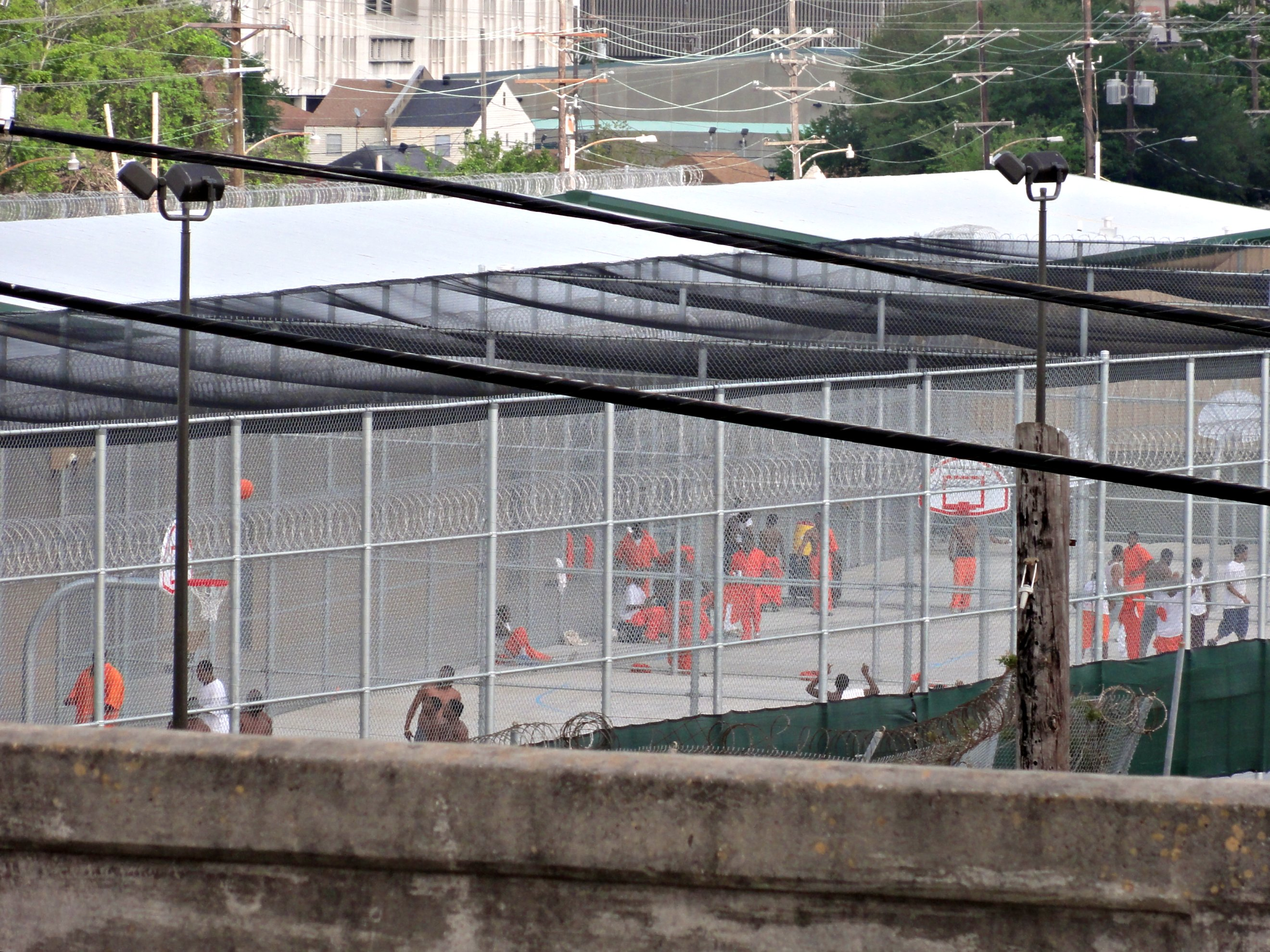
一座監獄運動場

監獄人口主要來自貧困社區，他們的慢性病、藥物濫用和精神疾病的發病率高於普通人群。這導致了對醫療服務的高需求，監獄醫務人員通過使用精神病學評估和干預措施（精神病藥物、精神衛生部門的隔離等），在監測、組織和控制監獄人口方面發揮著重要作用。
監獄醫療設施包括初級保健、心理健康服務、牙科保健、藥物濫用治療和其他形式的專門護理，具體取決於囚犯群體的需要。許多監獄的醫療保健服務長期以來被批評為不足、資金不足和人手不足，許多囚犯在受託照顧的監獄醫務人員手中遭受虐待。

### 教育和娛樂

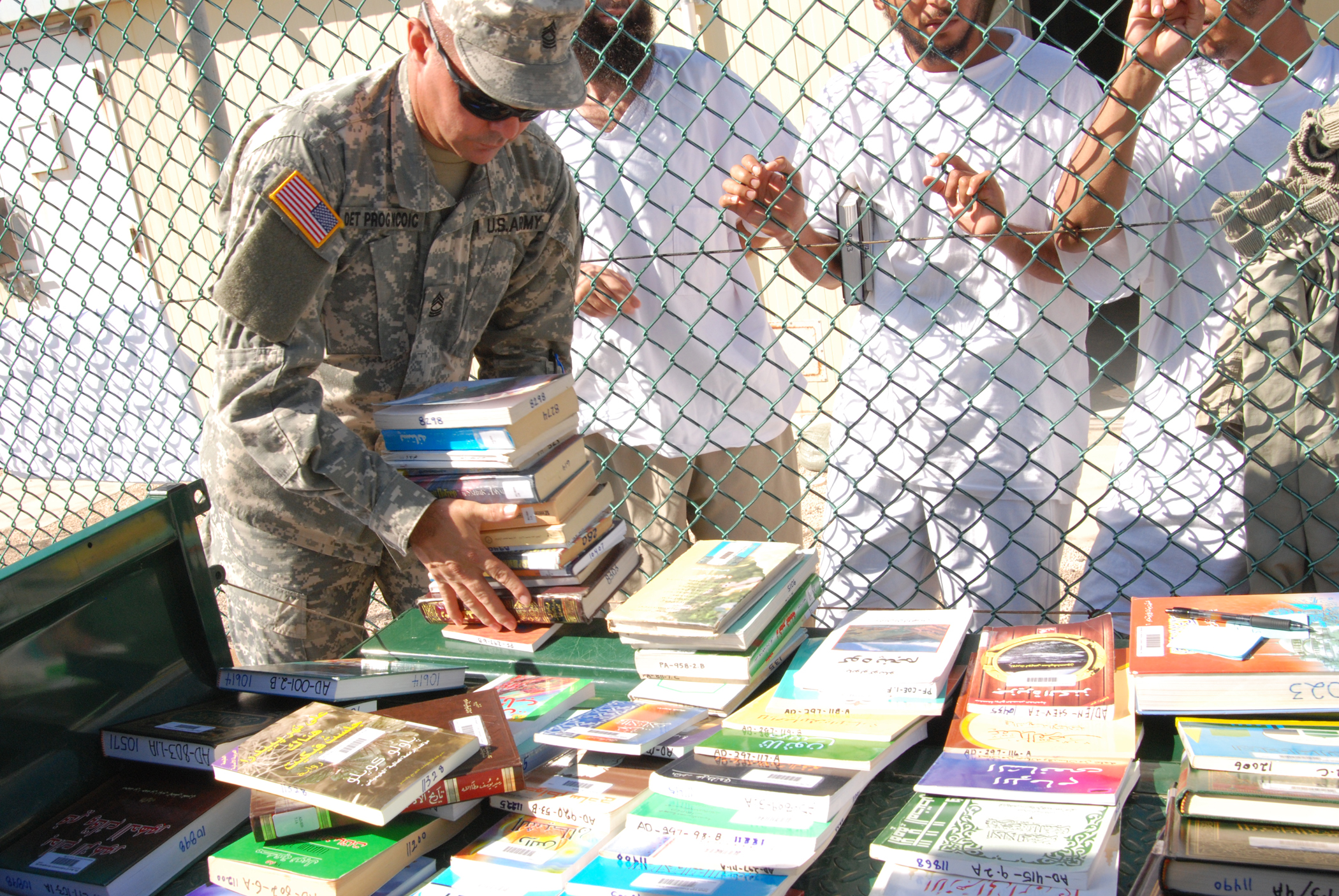
獄警搬運監獄圖書館的書籍

許多監獄為囚犯提供有限的娛樂和健身設施。提供娛樂機會有助於維持監獄秩序，因為它可以讓囚犯不至於無所事事，並可以通過剝奪囚犯的娛樂權作為懲罰。
一些監獄為囚犯提供教育計劃，包括基本識字、中等教育甚至大學教育。囚犯尋求教育的原因多種多樣，包括釋放後的技能發展、尋找可以打發時間的東西，監獄人口的識字率往往很低，缺乏基本的數學技能，而且許多人沒有完成中學教育。
許多監獄還提供圖書館，囚犯可以在那裡查閱書籍，或為他們的案件進行法律研究。這些圖書館通常很小，只有幾架書架。在美國等一些國家，大幅削減預算導致許多監獄圖書館被關閉。與此同時，許多歷史上缺乏監獄圖書館的國家也開始發展它們。監獄圖書館可以顯著提高囚犯的生活質量，他們手上有大量空閒時間可以用來閱讀。花在閱讀上的時間有很多好處，包括提高讀寫能力、理解規則和規定的能力、閱讀鼓勵自我反省和分析自己情緒狀態的書籍的能力、對現實世界重要事件的意識、以及能夠在獲釋後成功重返社會的教育。

### 隔離設施

美國行政最高設施監獄的牢房設計

大多數囚犯通常能夠在監獄的公共區域相互交往。隔離牢房是監獄中安全等級最高的區域，那些受到保護性拘留的、或處於自殺監視之下的、以及那些行為對其他人構成威脅的囚犯被單獨監禁以將他們與其他人隔離開來。
監獄系統內的安全級別在世界各地都有不同的分類，但往往遵循不同的模式。最高安全級別設施通常關押被認為是危險的、破壞性的或可能試圖逃跑的囚犯。例如對恐怖分子或政治犯等被認為對國家安全構成威脅的人，以及涉嫌參與幫派、有暴力或其他破壞性行為歷史的囚犯。這些囚犯每天被關押在單獨的牢房超過23小時，飯菜是通過牢房門上的窗口提供的，每個囚犯每天都被分配一個小時的戶外運動，獨自一人。他們通常不被允許與其他囚犯接觸，並受到閉路電視攝像機的持續監視。

### 其他設施
除上述設施外，其他常見的設施包括監獄工廠、探視區、電話間和計算機室、囚犯可以購買商品的監獄商店。一些監獄有死囚牢房，在那裡被判處死刑的囚犯等待執行，還有一個行刑室，執行死刑。在新加坡和馬來西亞等地，有體罰的地方（用鞭刑）。

## 社會影響

按國家劃分的監禁率地圖

監獄可能是難以生活和工作的地方，即使在當今的發達國家也是如此，監獄關押著可能容易發生暴力和違反規則的人，2014年美國的一份報告表示，64%的地方監獄囚犯、54%的州立監獄囚犯和45%的聯邦監獄囚犯有心理健康問題。過度擁擠、欠佳的衛生條件、囚犯對其他囚犯或工作人員的暴力行為、工作人員的不當行為、監獄團伙、自殘以及非法毒品和其他違禁品的廣泛走私可能會使環境惡化。監獄內的社會系統通常會產生一套非正式的內部價值觀和規則，支配監獄生活和人際關係，但可能與監獄管理人員或外部社會的利益不一致，從而影響未來的康復工作。在某些情況下，混亂會升級為全面的監獄騷亂。學術研究發現，惡劣的條件往往會增加監獄內發生暴力的可能性。
囚犯獲釋後可能難以重新融入社會。他們經常很難找到工作，找到工作後掙的錢更少，並且遇到各種各樣的醫療和心理問題。許多國家的再犯率很高，根據美國司法統計局的數據，美國67.8%的獲釋囚犯在三年內再次被捕，76.6%在五年內再次被捕。如果囚犯有家庭，他們可能會因缺席而遭受社會和經濟損失。如果一個社會的入獄率非常高，這些影響不僅對家庭單位而且對整個貧困社區都會變得明顯。維持高監禁率的昂貴成本也會損害納稅人或其他政府機構的利益。
監獄行業還包括從監獄勞工剝削中受益的私營企業。一些學者使用“監獄工業綜合體”一詞，認為“僱用囚犯”的趨勢是奴隸制傳統的延續，指出美國憲法第十三修正案釋放了奴隸，但允許對被判有罪的人進行強迫勞動。監獄對雇主非常有吸引力，因為囚犯可以在大多數自由勞工不接受的條件下從事各種各樣的工作（並且在監獄外是非法的）：低於最低工資，沒有保險，沒有集體談判、缺乏替代選擇等。監獄勞工很快就會替代許多部門的自由勞動力的工作，因為與監獄對應的勞工相比，有組織的勞工沒有競爭力。

## 延伸阅读
[在维基数据编辑]
 《欽定古今圖書集成·經濟彙編·祥刑典·牢獄部》，出自陈梦雷《古今圖書集成》